# جيمس ماثيو جونز
جيمس ماثيو جونز (بالإنجليزية: James Matthew Jones)‏ هو عضو مجموعة ضغط أمريكي، ولد في 3 أبريل 1961.